# Mirante do Vale
El Mirante do Vale (que en español significa Mirador del Valle) es un edificio situado en el centro histórico de la ciudad de São Paulo. Con 170 metros es el rascacielos más alto de São Paulo y fue el más alto del Brasil hasta 2014, cuando fue superado por el edificio Millennium Palace en Balneário Camboriú, Santa Catarina. Se encuentra en la Avenida Prestes Maia y fue inaugurado en el año 1960. Tiene 51 plantas.

## Cambios

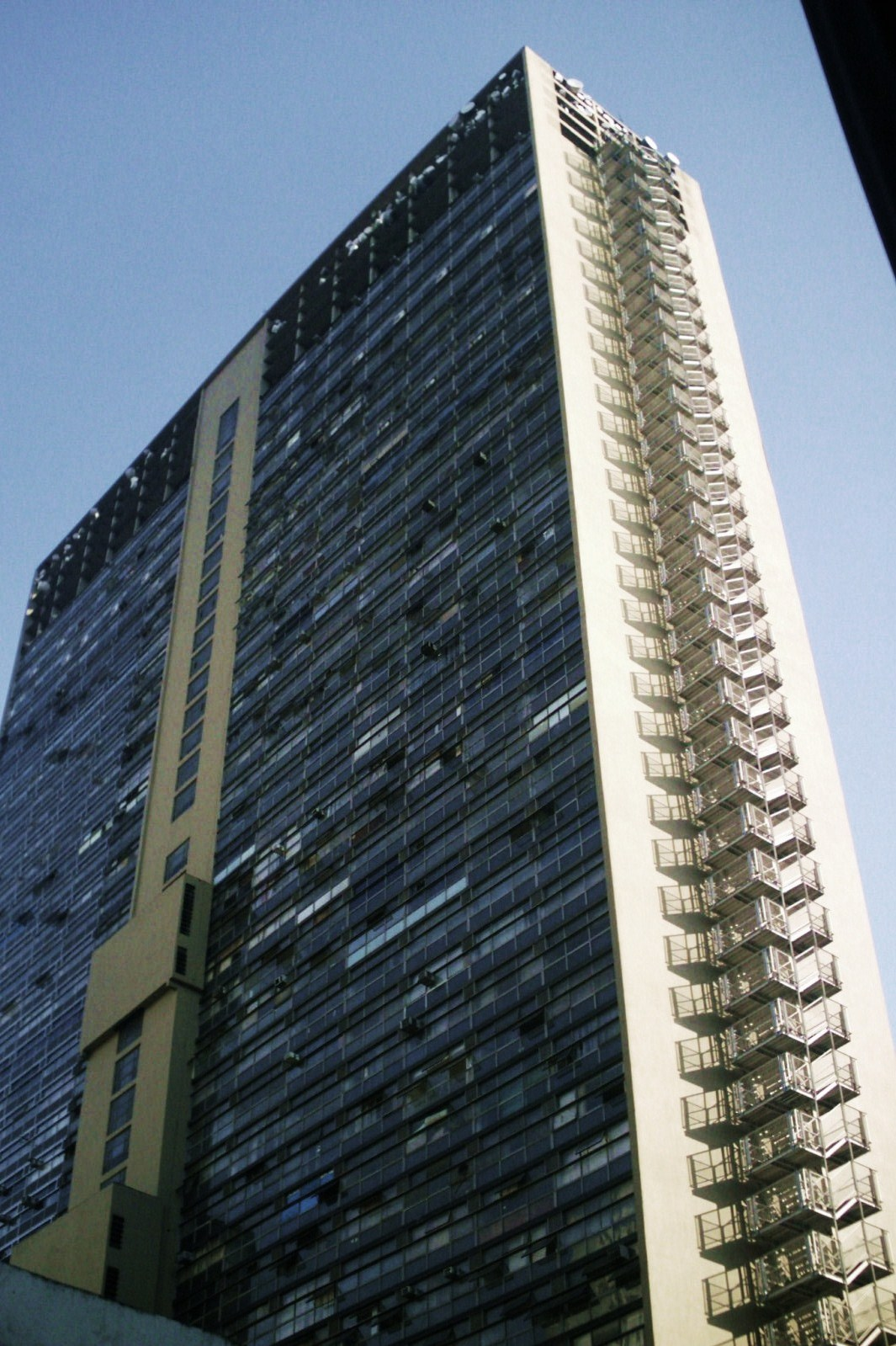
La escalera de evacuación.

Su viejo nombre Palácio Zarzur & Kogan fue cambiado al actual en el año 1988, después de su última reforma, cuando fue instalada una gran escalera de evacuación en su lado exterior como medida de precaución, después de la gran tragedia de los incendios en los edificios Joelma y Andraus.
El constructor de este edificio se llama Don Sabino Costas Sayar.